# Gedhun Choekyi Nyima
Gedhun Choekyi Nyima (sinh ngày 25 tháng 4 năm 1989) là Ban-thiền Lạt-ma thứ 11 của Phật giáo Tây Tạng được công nhận bởi Đức Đạt Lai Lạt Ma và các nhà lãnh đạo khác nhau của Phật giáo Tây Tạng. Ông được sinh ra ở Lhari, Tây Tạng. Ngày 14 tháng 5 năm 1995, Gedhun Choekyi Nyima được Đạt-lai Lạt-ma thứ 14 chỉ định là Ban-thiền Lạt-ma. Sau khi được lựa chọn là linh đồng chuyển thế, ông bị chính quyền của Cộng hòa Nhân dân Trung Hoa bắt cóc và đã không xuất hiện trước công chúng từ ngày 17 tháng 5 năm 1995. Một đứa trẻ khác, Gyancain Norbu, sau đó được nhà nước Cộng hòa Nhân dân Trung Hoa chỉ định là linh đồng chuyển thế Ban-thiền Lạt-ma, đây là một sự lựa chọn bị hầu hết người Tây Tạng từ chối công nhận.

## Sự lựa chọn Ban-thiền Lạt-ma thứ 11
Sau cái chết của Ban-thiền Lạt-ma thứ 10 năm 1989, việc tìm kiếm một cá nhân được công nhận là hóa thân theo Phật giáo Tây Tạng của ông (linh đồng chuyển thế) nhanh chóng sa lầy trong bí ẩn và tranh cãi, khi Tây Tạng nằm dưới sự chiếm đóng và kiểm soát của chính phủ theo đường lối vô thần của Cộng hoà Nhân dân Trung Hoa từ năm 1959.
Với sự chấp nhận của Bắc Kinh, người đứng đầu uỷ ban tìm kiếm Ban-thiền Lạt-ma - Chadrel Rinpoche - duy trì những cuộc hội đàm riêng tư với Đức Đạt-lai Lạt-ma để đi đến một ứng cử viên cùng có thể chấp nhận được cho cả Đạt-lai Lạt-ma và chính quyền Bắc Kinh liên quan đến sự tái sinh của Ban-thiền Lạt-ma. Sau khi Đức Đạt-lai Lạt-ma chỉ định Gedhun Choekyi Nyima là hoá thân thứ 11 của Ban-thiền Lạt-ma vào ngày 14 tháng 5, Chadrel Rinpoche bị bắt giữ bởi chính quyền Trung Quốc và bị buộc tội phản quốc. Theo Chính phủ Tây Tạng lưu vong, ông bị thay thế bởi Sengchen Lobsang Gyaltsen, vì thế sự lựa chọn này xảy ra bởi người thay thế có nhiều khả năng đồng thuận với đường lối của đảng. Sengchen trong quá khứ đã là một đối thủ chính trị của cả Đức Đạt-lai Lạt-ma và Ban-thiền Lạt-ma thứ 10. Bởi lịch sử của sự đối đầu giữa các giáo phái khác nhau của Phật giáo Tây Tạng, nhiều người Tây Tạng và các học giả tin rằng đây là một bước đi chiến thuật của Đảng Cộng sản Trung Quốc để tạo ra nhiều bất ổn và mất đoàn kết trong nội bộ người Tây Tạng.
Một Ủy ban tìm kiếm mới được lập bỏ qua thông báo ngày 14 tháng 5 của Đạt-lai Lạt-ma và thay vào đó đã chọn từ một danh sách những ứng viên cuối mà không có Gedhun Choekyi Nyima. Trong việc lựa chọn một tên, những số bốc thăm được chọn từ một Kim Bình, một thủ tục từng được sử dụng ở Tây Tạng bởi hoàng đế Trung Hoa (nhà Thanh) vào năm 1793. Phương pháp Tây Tạng này liên quan đến việc sử dụng các tài sản của vị Lạt-ma tiền nhiệm để xác định hoá thân của ông, khi một hoá thân của đứa trẻ mới theo ghi chép sẽ nhận ra những đồ đạc cũ của mình giữa những đồ đạc khác nhau. Chính quyền Trung Quốc công bố Gyancain Norbu là sự lựa chọn của uỷ ban tìm kiếm vào ngày 11 tháng 11 năm 1995.

## Tung tích
Cho đến hiện tại người ta vẫn không rõ tung tích của Gedhun Choekyi Nyima.
Tổ chức Theo dõi Nhân quyền đã gọi ông là "tù nhân chính trị trẻ nhất thế giới"". Theo những báo cáo của chính phủ Trung Quốc từ năm 1998, ông sau này đã sống một cuộc sống bình thường. Không đoàn thể nước ngoài nào được quyền viếng thăm ông. Các quan chức nhà nước tuyên bố nơi ở hiện tại của ông được giữ bí mật để bảo vệ ông. Những người tuyên bố Nyima là Ban-thiền Lạt-ma thứ 11 kêu gọi các nhà chức trách Trung Quốc chứng minh rằng ông an toàn, không bị thủ tiêu. Uỷ ban về Quyền Trẻ em yêu cầu để được thông báo về nơi ở của Nyima ngày 28 tháng 5 năm 1996. Tân Hoa Xã đã từ chối, đáp rằng Nyima có nguy cơ bị "bắt cóc bởi những kẻ ly khai" và rằng "an ninh của ông đã bị đe dọa". đã yêu cầu một cuộc viếng thăm với Gedhun Choekyi Nyima, được hỗ trợ bởi một chiến dịch của hơn 400 nhân vật nổi tiếng và các hiệp hội kiến nghị cho chuyến thăm, trong đó có sáu người đoạt giải Nobel.
Tháng 5 năm 2007, Asma Jahangir, Đặc phái viên về Tự do Tôn giáo và Tín ngưỡng của Hội đồng Nhân quyền Liên Hợp Quốc, đã yêu cầu các nhà chức trách Trung Quốc những biện pháp mà họ đã thực hiện để thực hiện các khuyến nghị của Ủy ban về Quyền Trẻ em, rằng chính phủ nên cho phép một chuyên gia độc lập để viếng thăm và xác nhận các phúc lợi của Gedhun Choekyi Nyima, trong khi tôn trọng quyền riêng tư của ông và bố mẹ. Trong một phản ứng ngày 17 tháng 7 năm 2007, các nhà chức trách Trung Quốc cho biết: "Gedhun Choekyi Nyima là một cậu bé Tây Tạng hoàn toàn bình thường, trong một trạng thái tuyệt vời về sức khỏe, được hưởng một cuộc sống bình dị, hạnh phúc và nhận được một nền giáo dục và nuôi dưỡng văn hóa tốt. Cậu hiện đang học trung học phổ thông, cao 165 cm và phát triển một cách tự nhiên. Cậu học chăm chỉ và kết quả ở trường của cậu rất tốt. Cậu thích văn hoá truyền thống Trung Quốc và gần đây có hứng thú với thư pháp. Bố mẹ cậu đều là công chức của chính quyền, và anh chị em cậu đã làm việc hoặc đang học tại trường đại học. Các cáo buộc rằng cậu đã biến mất cùng với cha mẹ và nơi ở của cậu vẫn chưa biết đơn giản là không đúng sự thật." Phản ứng này không trả lời các câu hỏi về một lần viếng thăm hoặc xác nhận. Năm 2013, Gedhun Choekyi Nyima sẽ bước qua tuổi 24, trong khi việc giam giữ bảo hộ đã kết thúc khi ông bước qua tuổi 18 theo luật Trung Quốc. Vào dịp kỷ niệm 20 năm ngày mất tích của Gendun Choekyi Nyima, các quan chức Trung Quốc công bố, "Đứa trẻ hoá thân của Ban-thiền Lạt-ma mà các bạn đề cập đang được giáo dục, sống một cuộc sống bình thường, lớn lên khỏe mạnh và không muốn bị quấy rầy."